# Grandes horas de Ana de Bretaña

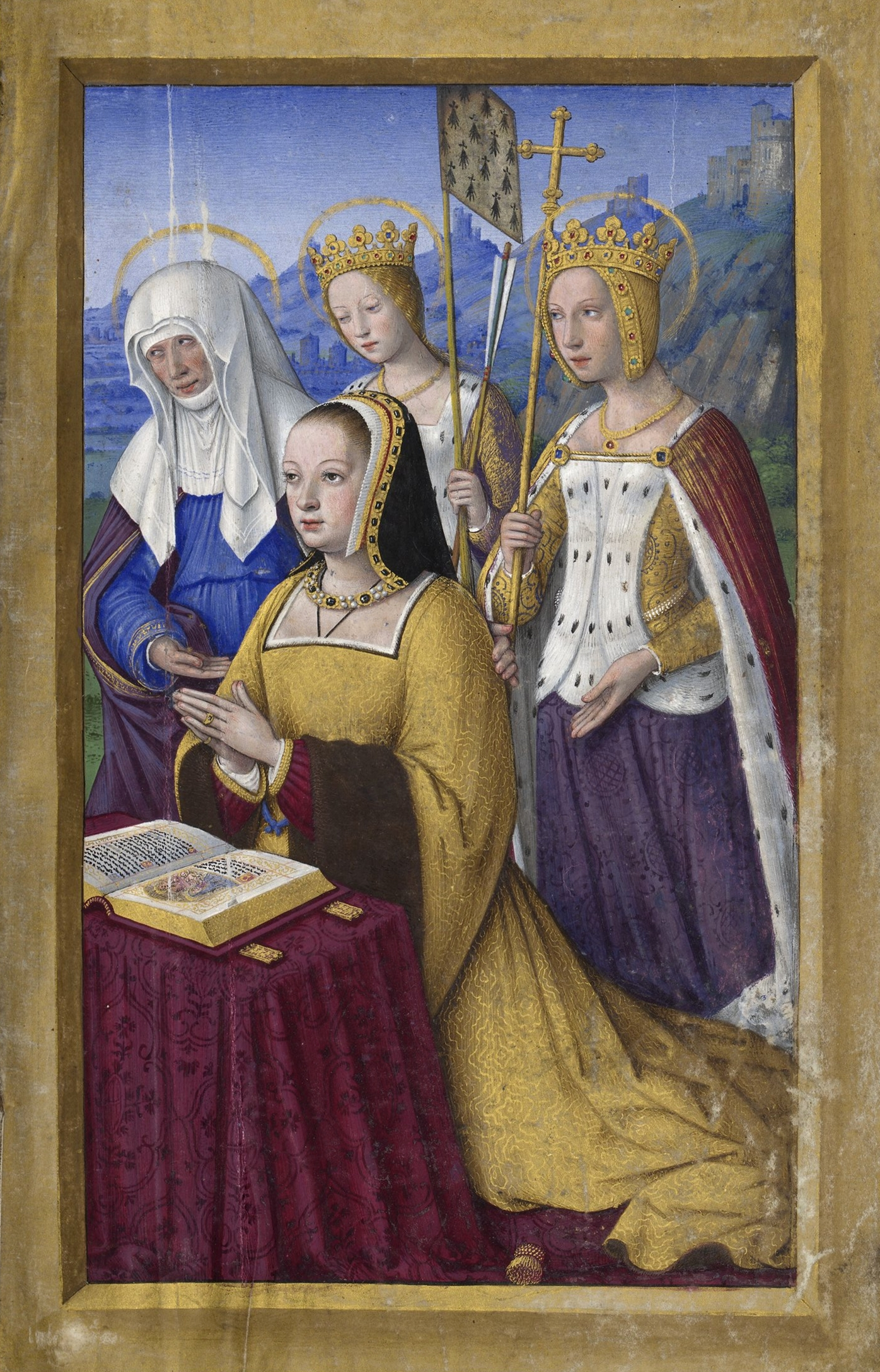
Ana de Bretaña rodeada por las santas Ana, Úrsula y Helena, sus santas patronas, f. 3r

Las Grandes horas de Ana de Bretaña es un libro de horas realizado para Ana de Bretaña, reina consorte de Francia en dos ocasiones y duquesa titular de Bretaña: con Carlos VIII y con Luis XII. La obra encierra verdaderas pinturas entre sus folios, en lugar de las miniaturas habituales en este tipo de libros. De entre sus miniaturas, son obra de Jean Bourdichon casi cincuenta escenas a toda página enmarcadas en oro sobre el fondo del pergamino tintado en negro. Por el uso de la perspectiva, la técnica pictórica y el realismo de los retratos, estas miniaturas pueden compararse con pinturas en lienzo.
La Natividad (f. 51v) es una de las escenas nocturnas más impresionantes jamás pintada en un libro de horas. Los rayos sobrenaturales de la estrella de Belén iluminan de forma mágica una imagen que transmite un claro mensaje teológico. El talento del maestro Jean Bourdichon vuelve a sobresalir en la escena que representa la huida a Egipto (f. 76v), en la que la luz, la atmósfera, el oscuro fondo de montañas rocosas recuerdan la Virgen de las Rocas de Leonardo da Vinci. El juego de luces y sombras en la noche estrellada es también magistral en la escena que representa el beso de Judas (f. 227v); las lámparas y las antorchas guían la mirada del espectador para que no se pierda ningún detalle del triste episodio.
Bourdichon realza la intrigante luminosidad de sus colores aplicando delicadas pinceladas de oro para destacar los vestidos, las armaduras, los cabellos y las alas de los ángeles.
El calendario no se limita a pequeñas escenas marginales sino que incluye pinturas a toda página interrumpidas por el texto enmarcado, sobre el que se sitúa el signo zodiacal de cada mes. Este procedimiento parece no haber sido utilizado en la miniatura francesa con anterioridad a Jean Bourdichon, salvo excepcionalmente en dos manuscritos.
El herbario que aparece en los márgenes de los folios con texto convierte este manuscrito en todo un tratado de botánica con más de 330 plantas, con su denominación científica en latín, en la parte superior de la imagen, y su nombre popular en francés, en la parte inferior. Este herbario está además poblado de insectos y pequeños animales. Se trata en definitiva de dos códices en uno: un libro espiritual para el recogimiento y la oración y una enciclopedia natural, un libro de horas y un tratado de botánica.
El maestro Bourdichon fue pintor de corte de Luis XI, Carlos VIII, Luis XII y Francisco I, y sus pinturas constituyen un claro avance del Gótico hacia el Renacimiento.
Tras la muerte de la duquesa de Bretaña en 1514, sus Grandes Horas cautivaron a Luis XIV, que las trasladó al gabinete de Curiosidades del palacio de Versalles. Después el manuscrito pasó a manos de Napoleón III, que las hizo exponer en el Museo de los Soberanos del Louvre, de 1852 a 1872.